# A Vezúv 79-es kitörése
A Vezúv i. sz. 79-ben történt kitörése a Vezúv fő kitörési eseménye volt az emberi történelem során. A tűzhányó morfológiáját alaposan megváltoztató kitörés Herculaneum, Pompeii, Stabiae és Oplontis városok pusztulását okozta, amelyek habkőrétegek alá temetett romjai a 18. századtól kezdődően kerültek napvilágra.

## A kitörés dátuma

A kitörés által érintett terület térképe

A Vezúv i. sz. 79-es kitörésének dátumát ifjabb Plinius levele igazolja. A kéziratok közül általánosan legmegbízhatóbbnak tartott változatban nonum kal septembrest olvasunk, vagyis kilenc nappal a szeptemberi kalendák előtt, ami augusztus 24-nek felel meg, de egyes régészeti adatok a kitörést későbbre, az ősz közepére teszik.

### Október 24.
Az október 24-i dátumot egészen a 21. század tizes éveiig bizonyosnak fogadták el, de egyes, fokozatosan felbukkanó régészeti adatok nem egyeztek a nyári dátummal, és újraindították a vitát. Például az elszenesedett szárított gyümölcsök, az akkor fűtésre használt tűzhelyek, a must, amelyet még mindig tartályokba zárva találtak, a nehéz gyapjúköpenyeket és mindenekelőtt a régészeti lelőhelyen talált érmét, amely Titus római császár tizenötödik kiáltványára jelent meg, amely 79. szeptember 8. után történt, azt sugallják, hogy a kitörés ősszel, valószínűleg az adott év október 24-én, vasárnap történt.
Az őszi kitörés tézisének alátámasztására további bizonyíték egy felirat, amelyet 2018-ban találtak egy olyan házban, amely a kitörés idején valószínűleg felújítás alatt állt. A felirat szénnel, október 17-i dátum, és nagy valószínűséggel a 79-es évre vonatkozik, mivel a szénírások rendkívül könnyen törölhetők, így kizártnak tűnik, hogy a kitörésnél jóval korábbi időszakra nyúljon vissza a keletkezése. A dátumot követő szöveg nem egyértelmű.)
Azt is meg kell jegyezni, hogy a vulcanaliát, Vulcanus isten napját augusztus 23-án ünnepelték Rómában, és az egyedülálló egybeesést az akkori krónikások minden bizonnyal kiemelték volna.
Az Earth-Science Reviewsban 2022 augusztusában megjelent INGV-tanulmány multidiszciplináris megközelítést alkalmazott, a történelmi, rétegtani, üledéktani, geofizikai, paleoklíma elemzésekből, valamint a kitörés különböző fázisainak matematikai modellekkel történő rekonstrukciójából származó adatokat kombinálva, figyelembe véve, hogy a hamumaradékok a szezonális szelek miatt szétterültek, és még mindig kimutathatók a Földközi-tenger más területein, például Görögországban, és ebből arra a következtetésre jutottak, hogy a kitörés legvalószínűbb időpontja 79. október 24. A tanulmány figyelembe vette azokat a kritikus és kétséges érveket is, amelyek az ezzel a dátummal kapcsolatos egyes nyomokkal (például a szénfelirat bizonytalan keltezése) kapcsolatban hangoztattak.

### Augusztus 24.
Néhány, az október 24-i dátumot alátámasztó elemet más tudósok nem tartanak elég megbízhatónak. Például a szénfelirat, amely október 17-ét említi, nem jelöli meg az évet, ahogy ez a pompeii mindennapi életben alkalmazott falfeliratoknál megszokott volt. (Korábbi években íródott és tökéletesen megőrződött, mint a Porta Nocera sírok boltozatán még olvasható szénfeliratok esetében.))

## A kitörés dinamikája
Az első szeizmikus események már 62-ben kezdődtek, több ház összeomlásával, amelyeket a következő években újjáépítettek. Csak néhány évvel később, 79-ben, a Vezúv megkezdte kitörési ciklusát, amely Stabiae, Pompeii, Herculaneum és számos, a Vezúvtól délkeletre fekvő település eltemetéséhez vezetett.
13 óra körül iszonyatos bömböléssel kitört a Vezúv. Az először kilökődött anyag alapvetően habkő, tehát gázzal teli magmából származó és lehűlt vulkanikus kőzetek voltak. A habkővel más természetű kőzetrészek keverednek, amelyeket a magma szállított. A holttestek többsége a habkő felett rekedt, hamuba burkolva. A kitörés piroklasztikus maradványai több száz négyzetkilométer széles területen követhetők nyomon. Mai becslések szerint a kitörési oszlop magassága elérhette a 23-27 kilométert is.
Ami a 79-ben kitört anyagok kémiai összetételét illeti, ez eltér az 1631 és 1944 közötti időszakban kitört lávákétól; Valójában a plíniuszi kitörés magmáiról kimutatták, hogy nagyobb mennyiségű szilícium-dioxidot, nátriumot és káliumot, valamint kisebb mennyiségű kalciumot és magnéziumot tartalmaznak. A szakemberek ezeket a különbségeket azzal indokolják, hogy a plíniuszi lávák esetében a magma néhány száz évre (kb. 700) megállt volna néhány kilométeres mélységben, a magmakamrában, ahol kb. 850 °C-ig lehűlt volna, és a kristályosodás aktiválódott volna.
A legrelevánsabb tanúságot az akkori napokban történtekről az ifjabb Plinius adja, aki családjával azokban a napokban Misenumban tartózkodott. Harminc évvel később barátjának, Tacitusnak így írta le az eseményt:

„Augusztus 24-én, körülbelül dél után édesanyám odahívatta őt magához, mert észrevett egy felhőt, amely elég szokatlan alakú és méretű volt. Ezután belenézett a Napba, miután vett egy hideg fürdőt, majd elköltött egy könnyű ebédet, visszatért könyveihez, majd azonmód felállt, s kiment, hogy felmenjen egy emelkedőre, amelyről jobban látta e szokatlan eseményt. Egy felhő – hogy melyik hegyből, azt nem lehet megállapítani erről a távolságról (de az biztos, hogy a Vezúv mögött) – emelkedett fel, hogy milyen alakú is volt, azt elég nehéz leírni, de mandulafenyőhöz hasonlatos alakot lövellt fel hatalmas törzzsel, amely a tetején több kisebb ágra szakadva szétterült, ahogy elképzelem, semmi hirtelen szélvihar nem kavarta meg, az erő, amely megnövelte ezt, felfelé tört, majd a felhő önnön nyomása alatt összroskadt, azon módon, ahogyan én említettem, időnként fényesnek, időnként meg sötétnek és pettyesnek hatott és többé-kevésbé földet és parazsat is tartalmazott. Ezt a jelenséget egy olyan ember látta, aki tanulmányozni és kutatni akarta, mint az én nagybátyám, aki közelebbről akarta megnézni.”

– Levelek hatodik könyve, tizenhatodik levél

Idősebb Plinius ki akarta menteni a veszélybe került embereket a Nápolyi-öböl partjáról, ezért útnak indította gályáit a Stabiae-öbölbe (a mai Castellammare di Stabia város közelében). Ifjabb Plinius számlát nyitott a temetésére és biztos volt abban, hogy a nagybátyja a vulkán mérgező gázainak belégzése miatt vesztette életét. Augusztus 26-án találták meg holttestét, külsérelmi nyomok nélkül, a Vezúv hamuja alatt.

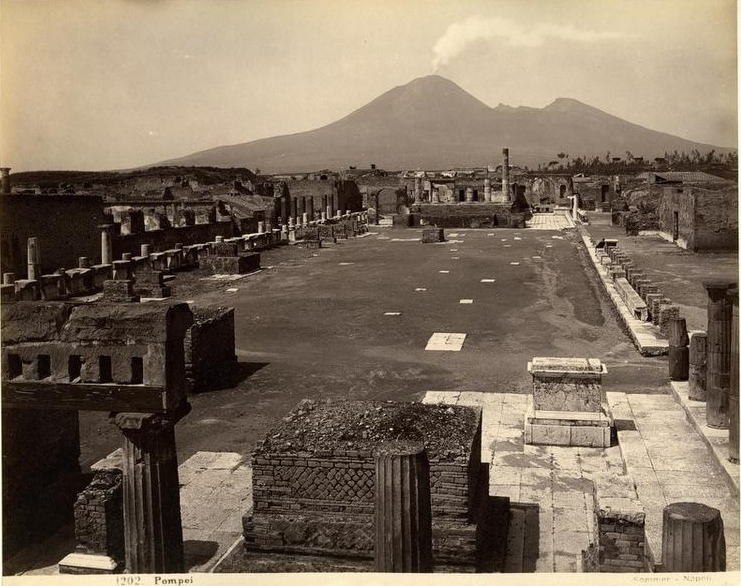
Pompeii fóruma, hátterében a Vezúvval, 1914 előtt
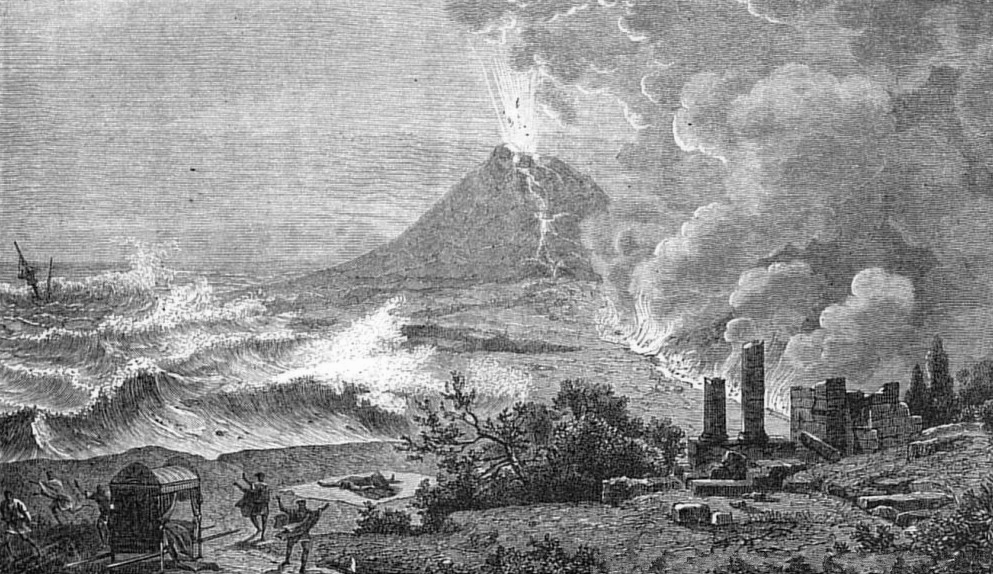
Idősebb Plinius halálának egy 19. századi rekonstrukciója
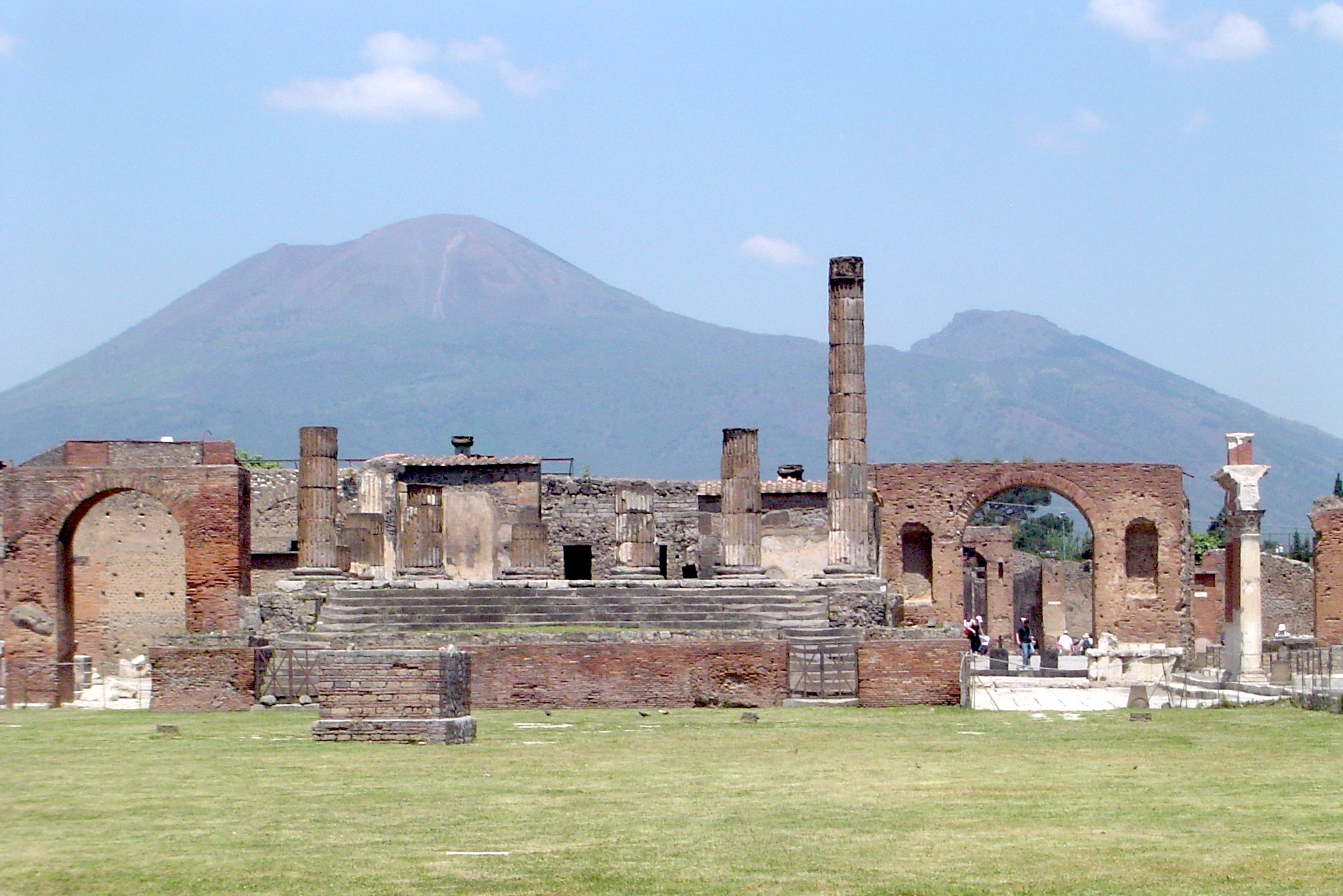
Pompeii fóruma, amelyet a Vezúv ural
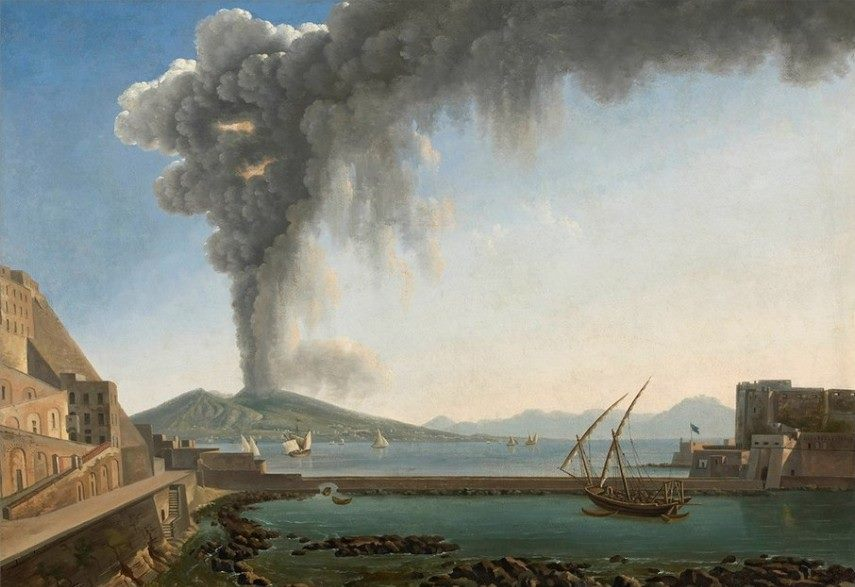
A Vezúv 1813. december 25-ös kitörésének hamuoszlopa
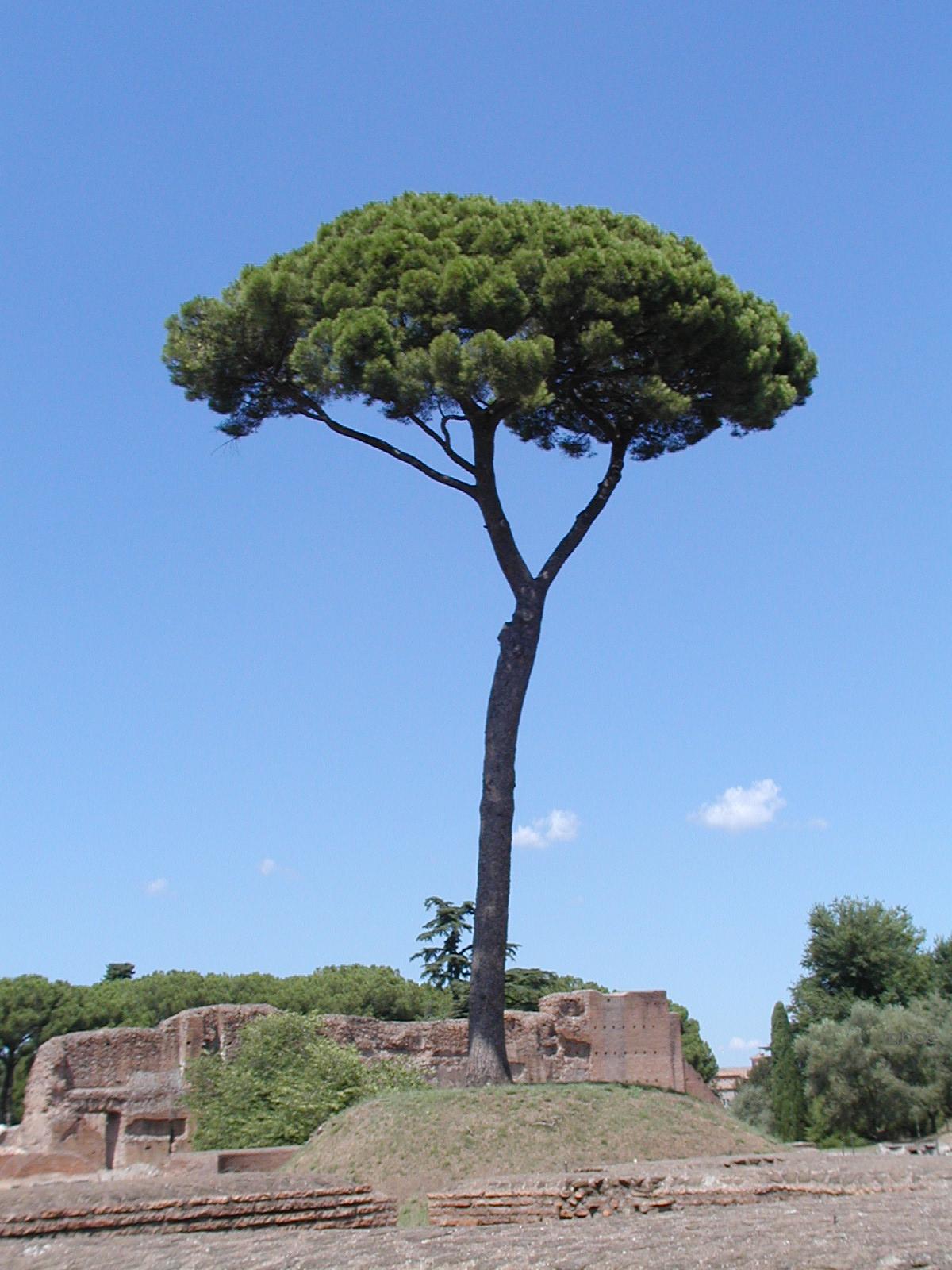
Mandulafenyő, a hasonlatul szolgáló fenyőfaj
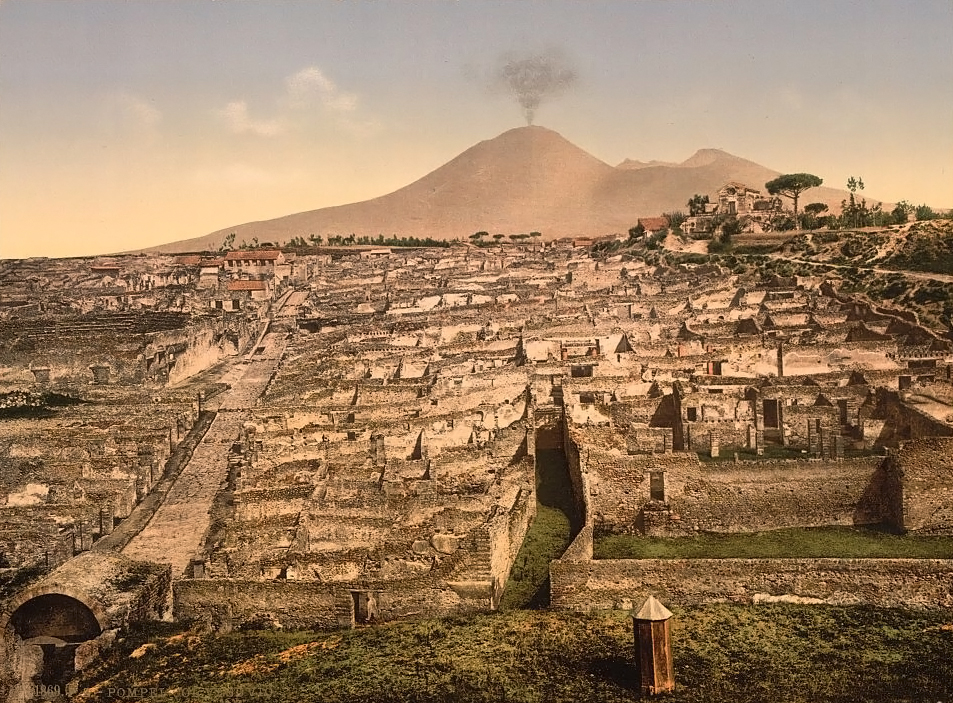
A Vezúv Pompeiből 1890-ből
Karl Pavlovics Brjullov: Pompeii utolsó napja című festménye, 1830–1833

Ebben a levélben Ifjabb Plinius is beszámolt nagybátyja, Idősebb Plinius haláláról, aki Herculaneumba tartott, hogy segítsen barátja, Caesius Bassus családjának: tengeren próbálta elérni a Vezúv-környéki várost, de a tengervíz hirtelen visszahúzódása miatt útvonalat kellett változtatnia, így Stabia felé vette az irányt, ahol megszállt Pomponianus házigazdánál. Azonban ezt a várost is elérte a vulkán hamuja meg a lapilliáradat, és a mérgező gőzöktől megfulladva idősebb Plinius ott halt meg.
Tacitusnak írt második levelében leírta a Misenumban történteket. Mesél a napokkal korábban bekövetkezett földrengésekről, és a kitörés éjszakáján a rengések „annyira megnőttek, hogy úgy tűnt, minden […] rombadől". Továbbá úgy tűnt, hogy „a tenger visszaszívódik magába, szinte taszította a föld remegése”, így „a part kiszélesedett, és sok tengeri állat maradt a szárazra került tengerfenéken fekve”.

## Pompeii, Herculaneum és Stabiae elpusztulása
A kitörés a vulkán hosszú nyugalmi időszaka után következett be, és a környék lakóit meglepte az események gyors egymásutánja. A kitörés második részében, amikor a piroklasztikus áramlások megtörténtek, a vulkán melletti falvakban keletkezett a legnagyobb kár és a legtöbb emberélet veszett oda. Pompeiiben már az első szakaszban feljegyeztek áldozatokat a háztetők beomlása miatt. A második fázisban a halálesetek közvetlenül fizikai sérülés és fulladás miatt következtek be a levegőben lévő magas hamukoncentráció miatt.
Maguk a városok is eltűntek a szem elől, legalább 10 méternyi kitörési anyag alá temetve. Az egykor nyüzsgő és gazdag életet látott, immár elhagyatott pusztaságokat most már elkerülték, babonás rémület tárgyává tették.
A Pompeiit és Stabiát érintő jelenségek jellemzői eltérőek voltak a Herculaneuméihoz képest: az előbbieket habkő, hamu és lapillieső öntötte el, amely néhány órás időszakot leszámítva (halálos csapdaként sokak számára, akik szeretteiket és értékes tárgyakat keresve tértek vissza), szakadatlanul esett. Herculaneumot a kilövellő anyagok azonban nem az első fázisban találták el, hanem csaknem tizenkét órával később, és egészen az 1980-as évek felfedezéséig azt hitték, hogy minden lakója megmenekült. A kis központot (Herculaneum) érintő jelenségek természete is nagyon eltérő volt. Valójában az történt, hogy a kitörő anyagokból álló gigantikus fenyő omlani kezdett, és a szél hatására forró gázok, hamu és vízgőz pokoli keveréke (az úgynevezett piroklasztikus áramlás) érte el Herculaneumot. A szabadban tartózkodóknak talán jobb sorsuk volt, azonnal elpárologtak, mint azoknak, akik menedéket találtak, és bár gyors, de borzalmas halálesetek nyomait hagytak maguk után. A jelenséget ma „égő felhőként” vagy piroklasztikus földcsuszamlásként ismerik.
Ahogy a második napon az este leszállt, a kitörési aktivitás gyorsan hanyatlásnak indult, mígnem teljesen leállt. A kitörés valószínűleg nem tartott tovább két és fél napnál, amely alatt a vulkán körülbelül 4,3 km³ anyagot vetett ki magából.
A kitörés során felszabaduló hőenergia valóban rendkívüli volt, mintegy 100 megatonnával számolva, ami 6000 Little Boy atombombának felel meg, vagy ha az ember valaha alkotott legerősebb eszköze, a cár bomba kétszeresének.

## A hegy kinézete a kitörés előtt és után
A Vezúv változáson ment keresztül. A teteje már nem lapos, hanem kúpos formájú lett, és sűrű pára szökött ki belőle. Ez a kúp, amelyet a kitört anyag nagyon erős lökése okozott, áttörte az előző krátert a kerületének körülbelül 3/4 részén. Az ókori vulkanikus képződmény maradványai később Monte Somma nevet kapták.
Az erdők, szőlőültetvények és buja növényzet, amely a kaldera belsejét borította a kitörés előtt, elpusztultak. Semmi sem lehet lenyűgözőbb, mint a kontraszt a hegy katasztrófa előtti lenyűgöző megjelenése és a szomorú esemény utáni elhagyatottsága között. Ez a figyelemre méltó ellentét szolgálta Martialis egyik epigrammájának tárgyát (IV. könyv, 44. rész), amely így hangzik:

„Íme, a Vezúv, röviddel ezelőtt árnyas szőlőültetvényekkel zöldellt, itt egy nagyra becsült szőlő töltötte a kádakat; Bacchus jobban szerette ezeket a dűlőket, mint Nisa dombjait, ezen a hegyen a múltban a szatírok táncoltak; ez Spárta legnépszerűbb helye volt, Venus székhelye, ez volt a Herkules nevéről híres hely. Most minden lángokban és szomorú romokban hever, s az istenek nem kívánnák, hogy itt ennyi hatalmat gyakorolhassanak.”

– Martialis, Lib. IV. Ep. 44

Publius Papinius Statius költő azonban ezt írta:

„Vajon az eljövendő nemzedékek el fogják hinni […], hogy a lábuk alatt városok és népek vannak, és őseik vidéke elsüllyedt?”

– Statius,  Silvarum Liber III

A 79-es kitörés óta a Vezúvnak számos aktív periódusa volt, nagyobb szünetekkel. 472-ben akkora mennyiségű hamut szórt ki, hogy az Európa-szerte elterjedt, és még Konstantinápolyban is riadalmat keltett, amelyet ugyanazokban a napokban heves földrengések ráztak meg Antiochia epicentrumában. Az első lávafolyással járó kitörés 1036-ban történt: ez nagyon fontos esemény a hegy történetében, hiszen addig a kitörések piroklasztikus anyagokat termeltek, magmát nem. Az ókori krónikák szerint a kitörés nemcsak a hegy csúcsán, hanem oldalain is előfordult, és az izzó termékek a tengerbe ömlöttek, mintegy 600 méterrel kiterjesztve a partvonalat
Ezt a kitörést további öt követte, amelyek közül az utolsó (bár nagyon kétséges, mert csak egy történész beszél róla) 1500-ban történt. Ezeket egy hosszú, mintegy 130 éves pihenő követte, amely alatt a hegyet ismét kertek és szőlők borították be, mint egykor. A kráter belsejét is cserjék borították. Ezt követően a Vezúv 1631-ben, 1861-ben, 1872-ben, 1906-ban és végül 1944-ben tört ki.

## Fordítás
- Ez a szócikk részben vagy egészben  az   Eruzione del Vesuvio del 79 című olasz Wikipédia-szócikk ezen változatának fordításán alapul.  Az eredeti cikk szerkesztőit annak laptörténete sorolja fel. Ez a jelzés csupán a megfogalmazás eredetét és a szerzői jogokat jelzi, nem szolgál a cikkben szereplő információk forrásmegjelöléseként.

## Bibliográfia
- Pompei. La catastrofe (2014-2020 d.C.). Scienze e Lettere (2022). ISBN 978-88-6687-221-4
- Il Vesuvio - Un vulcano nella letteratura e nella cultura. GRIN Verlag (2008). ISBN 3-638-93855-7
- I tre giorni di Pompei: 23-25 ottobre 79 d.C. Ora per ora, la più grande tragedia dell'antichità (2016). ISBN 978-88-17-07730-9